# طائفة بطليوس
طائفة بَطَلْيَوَْس أو دولة بني الأفطس من ممالك الطوائف التي أُسست في الأندَلُس في فتنة الأندلس التي سبقت سقوط الدولة الأموية في الأندلس. أسس سابور الفارسي الطائفة في بداية القرن الخامس الهجري، ثم حكمها بنو الأفطس بعد وفاته عام 413 هـ، وحافظوا على استقلاليتها حتى عام 488 هـ، عندما ضمها المرابطون إلى أراضيهم في الأندلس.

## تاريخ الطائفة
استقل سابور الفارسي الذي كان واليًا على بطليوس في عهد عبد الرحمن شنجول آخر الحجاب العامريين الذين سيطروا على الدولة الأموية في الأندلس في أواخر عهدها، بأجزاء واسعة من غرب الأندلس وجعل قاعدته في بطليوس مستغلاً الاضطراب الذي ساد الأندلس خلال فترة الفتنة، وظلت تلك المناطق تحت حكمه لمدة ثلاث عشرة سنة. وبعد وفاته سنة 413 هـ، انتزع وزيره عبد الله بن محمد بن مسلمة المعروف بابن الأفطس حكم الطائفة لنفسه، مستغلاً وفاة سابور وكون ولدي سابور صغيرين. شملت تلك الطائفة في عهد بني الأفطس مناطق واسعة من جنوب البرتغال اليوم، فضمت مدن باجة وماردة ويابرة وأشبونة وشنترين وشنترة وقلمرية وبازو وغيرها.
دخل بنو الأفطس في صراعات طويلة مع جيرانهم بني عباد أصحاب إشبيلية، كما تعرضوا لاعتداءات ملوك قشتالة الذين انتزعوا منهم مدن لميقة وبازو سنة 449 هـ وقلمرية سنة 456 هـ وقورية سنة 473 هـ.
وفي سنة 461 هـ، شهدت بطليوس حربًا أهلية بين المنصور يحيى وشقيقه المتوكل عمر في صراعهم على حكم الطائفة بعد وفاة أبيهم المظفر، ولم تنته تلك الحرب إلا بوفاة يحيى المفاجئة عام 464 هـ، وتوحيد الطائفة تحت حكم المتوكل بن الأفطس.
وفي سنة 478 هـ بعد سقوط طليطلة، شارك المتوكل بن الأفطس مع ملوك الطوائف في استدعاء المرابطين إلى الأندلس للتغلب على قشتالة، ثم شارك معهم سنة 479 هـ في معركة الزلاقة التي دارت بين جيوش المرابطين وملوك الطوائف من جهةٍ ومملكة قشتالة والممالك المسيحية من جهةٍ أخرى، وانتهت بانتصار المسلمين. وبعد أعوام، أخذ المرابطون في ضم ممالك الطوائف الواحدة تلك الأخرى، مما ألجأ المتوكل إلى ألفونسو السادس ملك قشتالة يطلب منه العون ضدَّ المرابطين، وتنازل له عن لشبونة وشنترين وشنترة في مقابل ذلك. أثار ذلك ثورة أهل بطليوس ضدَّ المتوكل، فدعوا سير بن أبي بكر قائد المرابطين لمساعدتهم في خلعه، فدخلها سير في صفر سنة 487 هـ بعد أن حاصرها، فتحصَّن المتوكل في قلعة بطليوس، حتى انهزم وأُسر مع ابنيه العباس والفضل، واقتيد إلى إشبيلية ثم قُتلوا، لتنتهي بذلك دولة بني الأفطس في بطليوس.